# Terrrific
Terrrific és una obra de teatre de Tricicle. Es va estrenar al Teatre Tívoli de Barcelona l'11 d'abril de 1991. Fou estrenada a Madrid el 17 d'octubre de 1991. Es tracta del quart muntatge de la companyia, després de la sèrie de televisió Tres estrelles, una comèdia de "terror dolç", i el nom fou posat amb tres erres per "fer més por a l'espectador". Tot i això, es tracta d'un espectacle còmic amb influències cinematogràfiques ambientat en una "casa encantada" o "casa de terror" on representen paròdies entendridores de monstres com Dràcula, l'home llop o Frankenstein, juntament amb homes sense cap,fantasmes, zombis o geperuts. Fou editada en DVD per Manga Films.

## Premis
Va rebre el Fotogramas de Plata 1991 al Millor intèrpret de teatre.